# Store Magleby
Store Magleby is een plaats in de gemeente Dragør, in de Deense regio Hoofdstad, op het eiland Amager.

## Naam
Het woord magle betekent groot en wijst op een oude nederzetting. Ten zuidoosten van de Store Magleby Kirke zijn sporen gevonden van bebouwing uit 200 n.Chr. Tot circa 1521 wordt de stad Magleby Søndre genoemd, maar met de komst van Nederlandse immigranten verandert de naam in Groote Maglebiu, in het Deens Store Magleby. De stad krijgt als bijnaam Hollænderbyen ('de Hollandersstad').

## Geschiedenis
De geschiedenis van Store Magleby is sterk verweven met Nederlandse immigranten. In 1515 nodigde koning Christian II Nederlandse families uit om op het eiland Amager te komen wonen. De immigratie duurde tot 1521. Twee jaar later kwam de koning terecht in een machtsstrijd en moest het land uit vluchten. Een deel van de opstandige adel wenste dat de Nederlanders weer zouden vertrekken, maar uiteindelijk mochten ze blijven. Wel werd hun woongebied beperkt tot het zuiden van Amager; de immigranten kregen Store Magleby toegewezen als woonplaats. 
De Nederlandse boeren kregen alle akkers in bezit om te bewerken. De Deense boeren moesten verhuizen. Tevens kregen de Nederlanders diverse bijzondere privileges, zoals belastingvrijstellingen en vrijstelling van herendiensten, en mochten ze een vorm van zelfbestuur naar Nederlands voorbeeld – de zogenoemde schoutstyre – invoeren. De Nederlandse boeren ontwikkelden Amager tot een belangrijke voedselleverancier en verhandelden hun producten onder andere op Amagertorv in Kopenhagen. Vanaf de 19e eeuw werden de Nederlandse inwoners steeds meer geassimileerd binnen de Deense samenleving. In 1811 werd het Deens verplicht, waardoor het Nederlands alleen nog in de kerk en op school werd gebruikt. Tussen 1817 en 1822 kwam er een einde aan het zelfbestuur.
Tijdens de oorlog met Zweden in 1658 brandde de stad volledig af. Hierdoor zijn er geen originele gebouwen meer uit de Nederlandse periode terug te vinden. 
In de 19e eeuw waren er grote branden in Store Magleby. Veel boerderijen zijn daarna verhuisd naar een locatie buiten de bebouwde kom.
Ondanks de groei van de buitenwijken van Kopenhagen en de aanleg van de luchthaven, veranderde er in Store Magleby vrij weinig. Tot in de jaren 60 van de 20e eeuw was er nog een actieve landbouw aanwezig in Store Magleby. Sindsdien werd woningbouw belangrijker en is een deel van de landbouwgrond bebouwd geraakt. Store Magleby is tegenwoordig overwegend een woonplaats, maar nog steeds zijn er boeren actief in de landbouw.
Nog steeds wonen er nakomelingen van de Nederlandse immigranten. Oude gebruiken en klederdracht worden in ere gehouden, zoals de traditionele viering van fastelavn.